# LaMont McIntosh
LaMont McIntosh (* 1. Juli 1982 in Columbia, South Carolina) ist ein US-amerikanischer Basketballspieler. Nach seinem Studium und einem kurzzeitigen Engagement in der World Basketball Association (WBA) spielt McIntosh seit 2004 als Profi in Europa, darunter drei Jahre bei den Artland Dragons in der deutschen Basketball-Bundesliga von 2006 bis 2009. Zur  Saison 2012/13 spielte McIntosh wieder in der Bundesliga, diesmal für die s.Oliver Baskets aus Würzburg.
Während seines Studiums an der Georgia State University spielte McIntosh für das Hochschulteam Panthers zwischen 2000 und 2004 in der National Collegiate Athletic Association (NCAA), zu dieser Zeit in der Atlantic Sun Conference. 2001 und 2002 verteidigte man den Meisterschaftstitel dieser Conference und war auch 2001 für die landesweite Endrunde qualifiziert, erst zum zweiten Mal in der Geschichte der Panthers. Hier zog man in die zweite Runde ein, in der man dem späteren Final-Four-Teilnehmer Terrapins der University of Maryland unterlag. Nach Studienende hatte McIntosh ein kurzzeitiges Engagement in der WBA bei den Southern Crescent Lightning aus seinem heimatlichen US-Bundesstaat Georgia, wo er auch zur Schule gegangen war. Die Lightning, für die unter anderem auch Clay Tucker spielte, gewannen die Debütsaison durch einen Finalsieg über die Jackson Rage. Die späteren Bundesliga-Profis Marcus Taylor mit 20 und Derrick Allen mit 19 Punkten waren Topscorer für den Champion im Finale.
Für den Saisonbeginn 2004/05 in Europa wechselte McIntosh zu den Scottish Rocks in die British Basketball League. Nach einer Spielzeit wechselte er auf das Festland zum belgischen Verein aus Pepinster. Eine weitere Spielzeit später verpflichteten ihn der deutsche Verein Artland Dragons. Mit den Dragons wurde er in der Saison 2006/07 nach dem knapp Einzug auf dem achten Hauptrundenplatz in die Play-offs überraschend Vizemeister und Vizepokalsieger. Eine Spielzeit verpasste man zwar nach einem guten zweiten Hauptrundenplatz den erneuten Einzug ins Meisterschaftsfinale, dafür erreichte man erneut das Pokalfinale und gewann dort den ersten nationalen Titel für den Verein. In seiner dritten Saison mit dem deutschen Verein unter dem neuen Trainer Thorsten Leibenath, der zuvor ebenfalls, jedoch nach McIntoshs Zeit, bei den Scottish Rocks tätig war, verpasste man knapp die Play-offs.
Für die Spielzeit 2009/10 wechselte McIntosh in die Ukraine zum BK Halitschina nach Lemberg. Für die Saison 2010/11 unterschrieb er dann einen Vertrag in der griechischen A1 Ethniki bei Panellinios, die zu dieser Zeit ihren Sitz aus Athen nach Lamia verlegten. Ohne ein Meisterschaftsspiel absolviert zu haben, wechselte McIntosh zum Ligakonkurrenten Enosi Kalathosfairisis nach Kavala. In der Spielzeit 2011/12 spielte McIntosh dann in der Polska Liga Koszykówki in Koszalin bei AZS. Für die Spielzeit 2012/13 kehrte er in die deutsche Bundesliga zurück und unterschrieb einen Vertrag bei den s.Oliver Baskets.
Zur Saison 2013/2014 erhielt McIntosh keinen neuen Vertrag in Würzburg und schloss sich zu Saisonbeginn aufgrund von Verletzungen zunächst keinem neuen Team an. Januar 2014 kehrte er schließlich auf das Parkett zurück und unterzeichnete einen Vertrag bis Saisonende bei der BG Karlsruhe aus der Pro A.